# Schlacht am Wabash River
Die Schlacht am Wabash River (englisch: Battle of the Wabash), auch bekannt als St. Clairs Niederlage (St. Clair’s Defeat), wurde am 4. November 1791 nahe Fort Recovery im heutigen US-Bundesstaat Ohio (Mercer County, Gibson Township) ausgetragen. Eine von General Arthur St. Clair, einem Veteranen des Amerikanischen Unabhängigkeitskrieges, geführte US-Streitmacht erlitt dabei eine verheerende Niederlage gegen ein Bündnis von Indianerstämmen, dessen Anführer u. a. die Häuptlinge Little Turtle und Blue Jacket waren. Die Schlacht zählt zu einer Reihe von militärischen Niederlagen, welche die US-Armee anfangs im so genannten Krieg gegen die Nordwest-Indianer (Northwest Indian War) hinnehmen musste. Sie war eine ihrer blutigsten militärischen Niederlagen gegen die amerikanischen Ureinwohner. In der Schlacht fielen rund 620 US-Soldaten und 60 Indianer.

## Ablauf
St. Clairs aus erfahrenen Soldaten, Rekruten und Milizionären bestehende und zu Beginn der Kampagne über 2.000 Mann zählende Armee rückte Anfang Oktober 1791 gegen die Indianer aus, die bereits im Jahr zuvor General Josiah Harmars (1753–1813) Streitmacht empfindliche Verluste zugefügt hatten. Nach einem quälend langsamen Vormarsch erreichte St. Clairs Truppe etwa einen Monat später die Siedlungsgebiete der Indianer am Wabash River. Die von Anfang an schlecht ausgerüstete und wenig disziplinierte US-Streitmacht war mittlerweile bereits auf rund 1.400 Mann zusammengeschrumpft. Viele der Männer waren nach Ablauf ihrer Dienstzeit einfach nach Hause gegangen, andere desertiert. Verschlimmert wurde diese Situation noch durch St. Clairs schlechten Gesundheitszustand: Wiederholte Gichtanfälle machten es ihm nahezu unmöglich, das Kommando zu führen; häufig musste er auf einer Trage transportiert werden. 
Am 3. November lagerten die Soldaten zu beiden Seiten eines Zuflusses des Wabash Rivers, wo sie im Morgengrauen des folgenden Tages von den Indianerkriegern angegriffen wurden. Darunter Little Turtle vom Volk der Miami, Blue Jacket vom Volk der Shawnee und Buckongahelas vom Volk der Delawaren. Das etwa drei Stunden dauernde Gefecht bescherte der US-Armee die größte Niederlage, die sie jemals in einem Kampf gegen Indianer erlitt. Mehr als 600 Milizionäre, Soldaten und Offiziere wurden getötet, dazu eine nicht unbeträchtliche Anzahl von Wagenführern, Marketendern und Frauen, welche St. Clairs Männer begleitet hatten.

## Folgen
St. Clairs Niederlage bedeutete für die noch jungen Vereinigten Staaten einen schweren Rückschlag im Kampf gegen die Indianerstämme des Nordwestterritoriums. Erst 1795, nachdem die Indianer im Sommer 1794 die Schlacht bei Fallen Timbers verloren hatten, waren die wechselhaften Kämpfe zu Gunsten der Vereinigten Staaten entschieden. Mit dem Vertrag von Greenville wurden die Indianer gezwungen, ihnen einen beträchtlichen Teil ihres angestammten Siedlungsgebiets abzutreten.